# Labial konsonant
Labiala konsonanter är samlingsnamnet för de konsonanter som artikuleras vid läpparna. De artikuleras antingen bilabialt (med båda läpparna), linguolabialt (tungspetsen/tungbladet mot de övre tänderna) eller labiodentalt (underläppen mot de övre tänderna).
Exempel på labiala konsonanter i svenska är: [b], [f], [m], [p], [v].